# Hydroptila simulans
Hydroptila simulans är en nattsländeart som beskrevs av Martin E. Mosely 1920. Hydroptila simulans ingår i släktet Hydroptila och familjen smånattsländor. Arten är reproducerande i Sverige. Inga underarter finns listade i Catalogue of Life.